# Lea Antonoplis
Lea Antonoplis (West Covina, 20 januari 1959) is een voormalig tennisspeelster uit de Verenigde Staten van Amerika. Antonoplis speelt rechtshandig. Zij was actief in het proftennis van 1974 tot en met 1991.
Antonoplis is getrouwd met Ken Inouye; zij hebben een dochter.

## Loopbaan

### Enkelspel
Antonoplis debuteerde in 1974 op het US Open bij de volwassenen – zij was toen vijftien jaar oud.
In 1976 speelde Antonoplis voor het eerst op een WTA-hoofdtoernooi, op het toernooi van Sarasota. Later dat jaar bereikte zij de derde ronde op Wimbledon, waar Martina Navrátilová te sterk voor haar was. Zij stond in augustus voor het eerst in een WTA-finale, op het toernooi van South Orange – zij verloor van de Zuid-Afrikaanse Marise Kruger.
In 1977 bereikte Antonoplis twee grandslamfinales bij de junioren – op Wimbledon won zij van landgenote Mareen Louie en werd zij kampioen; op het US Open verloor zij de eindstrijd van de Argentijnse Claudia Casabianca.
In 1982 bereikte Antonoplis nogmaale een WTA-finale, op het toernooi van Californië (Bakersfield) – nu moest zij de zege laten aan de Italiaanse Sabina Simmonds.
Haar beste resultaat op de grandslamtoernooien is het bereiken van de vierde ronde, op Wimbledon 1977. Haar hoogste notering op de WTA-ranglijst is de 50e plaats, die zij bereikte in december 1981.

### Dubbelspel
Antonoplis behaalde in het dubbelspel betere resultaten dan in het enkelspel. In 1976 speelde zij voor het eerst op een WTA-hoofdtoernooi, op het toernooi van Sarasota, samen met landgenote Janice Metcalf. Zij had haar grandslam-debuut in 1976 op het US Open, samen met landgenote Sally Greer.
Antonoplis stond in 1978 voor het eerst in een WTA-finale, op het toernooi van San Diego, samen met landgenote Valerie Ziegenfuss – zij verloren van het Amerikaanse koppel Bunny Bruning en Rayni Fox. In 1979 veroverde Antonoplis haar eerste WTA-titel, op het toernooi van Toronto, samen met de Australische Dianne Evers, door het koppel Chris O'Neil en Mimmi Wikstedt te verslaan.
In 1984 mocht zij, samen met landgenote Barbara Jordan, deelnemen aan de Virginia Slims Championships, het toenmalige eindeseizoen-kampioenschap dat in het begin van het jaar werd gehouden. In totaal won zij vier WTA-titels, de laatste in 1986 in Taipei, samen met landgenote Barbara Gerken.
Haar beste resultaat op de grandslamtoernooien is het bereiken van de derde ronde. Haar hoogste notering op de WTA-ranglijst is de 43e plaats, die zij bereikte in december 1984.

## Posities op deWTA-ranglijst
Positie per einde seizoen:
| jaar | rang enkelspel | rang dubbelspel |
| ---- | -------------- | --------------- |
| 1975 | 82             | –               |
| 1976 | 54             | –               |
| 1977 | 67             | –               |
| 1978 | 51             | –               |
| 1979 | 123            | –               |
| 1980 | 73             | –               |
| 1981 | 50             | –               |
| 1982 | 73             | –               |
| 1983 | 78             | –               |
| 1984 | 71             | 43              |
| 1985 | 84             | 66              |
| 1986 | 176            | 61              |
| 1987 | 163            | 81              |
| 1988 | 151            | 65              |
| 1989 | 210            | 128             |
| 1990 | 608            | 272             |

## Palmares
| Legenda                |
| ---------------------- |
| Grandslamtoernooi      |
| Olympische Spelen      |
| Year-End Championships |
| Tier I                 |
| Tier II                |
| Tier III               |
| Tier IV & V            |

### WTA-finaleplaatsen enkelspel
| nr.              | finale     | toernooi         | ondergrond | tegenstandster  | score    |
| ---------------- | ---------- | ---------------- | ---------- | --------------- | -------- |
| gewonnen finales |            |                  |            |                 |          |
| geen             |            |                  |            |                 |          |
| verloren finales |            |                  |            |                 |          |
| 1.               | 1976-08-30 | WTA South Orange | gravel     | Marise Kruger   | 3-6, 2-6 |
| 2.               | 1982-02-14 | WTA Bakersfield  | hardcourt  | Sabina Simmonds | 2-6, 1-6 |

### WTA-finaleplaatsen vrouwendubbelspel
| nr.              | finale     | toernooi                | ondergrond    | partner            | tegenstandsters                  | score         |
| ---------------- | ---------- | ----------------------- | ------------- | ------------------ | -------------------------------- | ------------- |
| gewonnen finales |            |                         |               |                    |                                  |               |
| 1.               | 1979-08-19 | WTA Toronto             | hardcourt     | Dianne Evers       | Chris O'Neil Mimmi Wikstedt      | 2-6, 6-1, 6-3 |
| 2.               | 1983-02-13 | WTA Indianapolis        | tapijt (i)    | Barbara Jordan     | Rosalyn Fairbank Candy Reynolds  | 5-7, 6-4, 7-5 |
| 3.               | 1983-02-20 | WTA Hershey             | tapijt (i)    | Barbara Jordan     | Sherry Acker Ann Henricksson     | 6-3, 6-4      |
| 4.               | 1986-10-12 | WTA Taipei              | tapijt (i)    | Barbara Gerken     | Gigi Fernández Susan Leo         | 6-1, 6-2      |
| verloren finales |            |                         |               |                    |                                  |               |
| 1.               | 1978-01-08 | WTA San Diego           | hardcourt (i) | Valerie Ziegenfuss | Bunny Bruning Rayni Fox          | 6-3, 6-7, 2-6 |
| 2.               | 1980-02-17 | WTA Toronto             | hardcourt (i) | Kimberly Jones     | Marjorie Blackwood Pam Whytcross | 6-3, 6-7, 3-6 |
| 3.               | 1983-11-13 | Tournament of Champions | tapijt (i)    | Barbara Jordan     | Rosalyn Fairbank Candy Reynolds  | 7-5, 5-7, 3-6 |
| 4.               | 1984-08-05 | WTA Newport (VS)        | gras          | Beverly Mould      | Alycia Moulton Paula Smith       | 5-7, 6-7      |
| 5.               | 1985-03-03 | WTA Hershey             | tapijt (i)    | Wendy White        | Mary-Lou Piatek Robin White      | 4-6, 6-7      |
| 6.               | 1985-12-15 | WTA Auckland            | gras          | Adriana Villagrán  | Anne Hobbs Candy Reynolds        | 1-6, 3-6      |
| 7.               | 1987-08-02 | WTA Aptos               | hardcourt     | Barbara Gerken     | Kathy Jordan Robin White         | 1-6, 0-6      |
| 8.               | 1987-11-08 | WTA Little Rock         | hardcourt     | Barbara Gerken     | Mary-Lou Daniels Robin White     | 2-6, 4-6      |
| 9.               | 1988-04-17 | WTA Japan (Tokio)       | hardcourt     | Barbara Gerken     | Gigi Fernández Robin White       | 1-6, 4-6      |
| 10.              | 1988-07-24 | WTA Schenectady         | hardcourt     | Cammy MacGregor    | Ann Henricksson Julie Richardson | 3-6, 6-3, 5-7 |

## Resultaten grandslamtoernooien
| Legenda | Legenda                          |
| ------- | -------------------------------- |
| g.t.    | geen toernooi gehouden           |
| l.c.    | lagere categorie                 |
| –       | niet deelgenomen                 |
| G       | uitgeschakeld in de groepsfase   |
| 1R      | uitgeschakeld in de eerste ronde |
| 2R      | uitgeschakeld in de tweede ronde |
| 3R      | uitgeschakeld in de derde ronde  |
| 4R      | uitgeschakeld in de vierde ronde |
| KF      | uitgeschakeld in de kwartfinale  |
| HF      | uitgeschakeld in de halve finale |
| F       | de finale verloren               |
| W       | het toernooi gewonnen            |
| w-v     | winst/verlies-balans             |

### Enkelspel
| toernooi        | 1974 |    | 1976 | 1977 | 1977 | 1978 | 1979 | 1980 | 1981 | 1982 | 1983 | 1984 | 1985 | 1986 | 1987 | 1988 | 1989 | w-v |
| --------------- | ---- | -- | ---- | ---- | ---- | ---- | ---- | ---- | ---- | ---- | ---- | ---- | ---- | ---- | ---- | ---- | ---- | --- |
| Australian Open | –    | –  | –    | –    | –    | –    | –    | 2R   | 1R   | 1R   | 2R   | 1R   | g.t. | 1R   | 3R   | 2R   | 5-8  |     |
| Roland Garros   | –    | –  | –    | –    | –    | –    | –    | –    | –    | 1R   | 1R   | –    | –    | –    | –    | –    | 0-2  |     |
| Wimbledon       | –    | 3R | 4R   | 4R   | 1R   | 2R   | 1R   | 2R   | 1R   | 1R   | 1R   | 1R   | 1R   | –    | –    | –    | 5-11 |     |
| US Open         | 1R   | 3R | 1R   | 1R   | –    | 2R   | 2R   | 1R   | 1R   | 1R   | 1R   | 1R   | 1R   | –    | –    | –    | 3-11 |     |

### Vrouwendubbelspel
| toernooi        | 1976 | 1977 | 1977 | 1978 | 1979 | 1980 | 1981 | 1982 | 1983 | 1984 | 1985 | 1986 | 1987 | 1988 | 1989 | 1990 | 1991 |
| --------------- | ---- | ---- | ---- | ---- | ---- | ---- | ---- | ---- | ---- | ---- | ---- | ---- | ---- | ---- | ---- | ---- | ---- |
| Australian Open | –    | –    | –    | –    | –    | –    | –    | 2R   | 1R   | 2R   | 1R   | g.t. | 1R   | 1R   | 2R   | –    | 1R   |
| Roland Garros   | –    | –    | –    | –    | –    | –    | –    | –    | 3R   | 2R   | –    | –    | 3R   | –    | –    | –    | –    |
| Wimbledon       | –    | 1R   | 1R   | 3R   | 3R   | 2R   | 1R   | –    | 3R   | 2R   | 1R   | 1R   | 1R   | 2R   | 1R   | 1R   | –    |
| US Open         | 1R   | 3R   | 3R   | –    | 2R   | 1R   | 2R   | 1R   | 2R   | 2R   | 2R   | 1R   | 2R   | 1R   | 2R   | –    | –    |

### Gemengd dubbelspel
| Australian Open | g.t. | g.t. | g.t. | –  | –  | 0-0 |
| Roland Garros   | –    | –    | –    | 1R | –  | 0-1 |
| Wimbledon       | 1R   | 2R   | 1R   | 2R | 1R | 1-5 |
| US Open         | –    | 1R   | –    | –  | –  | 0-1 |